# 森德综合镇
森德综合镇是一個位於马来西亚柔佛州新山縣巴西古當的鎮區，面積約1,100英畝。

## 設施

### 教育
- 森德综合镇國小[2]
- 森德综合镇國中[3]
- 森德综合镇國中2校

## 交通
- 乘座（BMJ）P302號巴士到達[4]